# 심주
심주(沈周, 1427년 ~ 1509년)는 명나라의 문인화가이다. 자(字)는 계남(啓南), 호(號)는 석전(石田), 백석옹(白石翁), 옥전생(玉田生), 유죽거주인(有竹居主人) 등이다.
소주부(蘇州府) 장주(長洲, 지금의 장쑤성 쑤저우(蘇州)) 상성리(相城里) 출신이다. 심석전(沈石田)으로 잘 알려져 있다.

## 가계
- 증조부 : 심양침(沈良琛) - 호는 난파(蘭坡), 왕몽(王蒙)과 교체가 있고, 서화의 감상에 조예가 깊다.
  - 조부 : 심징(沈澄) - 자는 맹연(孟淵), 호는 견암(絸庵), 시서화 삼기
    - 부 : 심항(沈恒) - 자는 항길(恒吉), 호는 동제(同齌), 도연도인(陶然道人), 시서화 삼기
    - 숙부 : 심정(沈貞) - 자는 정길(貞吉), 호는 남제(南齌), 도연도인(陶然道人), 시서화 삼기
      - 동생 : 심빈(沈빈) - 시서화 삼기

## 생애
장저우(長州)의 명문출신으로 부조(父祖) 일족이 모두 시서화(詩書畵)에 뛰어났다. 심주(沈周)는 송원화(宋元畵) 특히 황공망(黃公望)에게 몰두하여 만년(晩年) 오진(吳鎭)의 화풍을 배워, 필묵(筆墨)의 격조(格調)가 강한, 웅건(雄健)한 화풍을 창출하였다. 남종화(南宗畵) 부흥의 선도자로서의 명성에 비하면 수작(秀作)이 많지 않다.
1. 강남 문인 집안의 자제
소주부(蘇州府) 장주(長洲, 지금의 장쑤성 쑤저우(蘇州)시) 출신이다. 자는 계남(啓南)이고, 호는 석전(石田), 백석옹(白石翁), 옥전생(玉田生), 유죽거주인(有竹居主人) 등이다. 심석전(沈石田)으로 잘 알려져 있다. 
증조부, 부친, 백부 등이 시와 글씨, 그림에 능했던 강남 문인 집안에서 자랐기 때문인지 평생 책을 읽고 시를 짓고 그림을 그리며 정신의 자유를 추구하고 살았다. 과거에 응시하지 않고 그림과 글씨에 열정을 쏟았다. 학식이 깊었으며 많은 도서와 서화를 소장했다. 
교류 관계도 넓고 많은 사람들로부터 사랑을 받았는데, 백성들이 그에게 글과 그림을 부탁하면 거절할 줄 몰랐다고 한다. 심지어 어떤 자가 자신의 작품에 글을 써달라고 했는데 흔쾌히 응할 정도였다. 이 때문에 가짜 작품들이 많이 나돌아서 진위를 구별하기 힘든 작품이 많다. 명나라 유명 서화가인 문징명은 그를 ‘신선 속의 인간’이라고 칭송했다. 
2. 오문화파의 개창자
심주는 문징명, 당인, 구영과 함께 ‘명사가(明四家)’ 또는 ‘오문사가(吳門四家)’로 불린다.
시는 백거이, 소식, 육유의 풍을, 글씨는 황정견의 풍을 익혔다. 화법의 경우 처음에는 동원, 거연, 이성 등을, 중년 이후에는 황공망 등을 익혔고, 만년에는 오진에 심취했다.
그는 원명(元明) 이래 문인화(文人畫)의 전통을 이어주는 역할을 했다. 자기만의 화풍을 창조하여 오문화파(吳門畵派)의 개창자이자 대표적 인물로 손색이 없다는 평가를 받고 있다. 산수, 꽃, 식물, 짐승, 물고기 등 다양한 소재를 그렸지만 특히 산수화에 뛰어났고, 남북의 화풍을 융합한 장중한 구성과 운치가 깃든 필치의 수묵담채화가 일품이다. 
작품으로 <산수도권(山水圖卷)>, <여산고도>, <추림화구도(秋林話舊圖)>, <창주취도(滄州趣圖)> 등이 있고, 저서로는 『객좌신문(客座新聞)』과 『석전집(石田集)』, 『강남춘사(江南春詞)』, 『석전시초(石田詩鈔)』, 『석전잡기(石田雜記)』 등이 있다.
2010년 베이징의 한 회사가 그의 작품 <송창고사(松窗高士)>를 경매에 부쳤는데 무려 1억 5천만 위안(한국원화 253억원) 이상의 가격에 낙찰되어 그해 예술품 경매시장에서 최고액을 기록했다. 그러나 전문가들은 이 정도는 그의 작품의 값어치에 훨씬 못 미친다고 진단하고 1, 2년 안에 10억 위안(한국원화 1686억원)까지 뛸 것으로 예상했다. 명나라 4대 화가 중 한 사람인 그의 작품이 서화 시장에서 어떻게 자리매김할 것인지를 예상할 수 있는 일화다. 
3. 관련 유적
그의 집안은 장쑤성 쑤저우시 샹청구(相城區)에서 오랫동안 살았다. 그의 고향과 무덤이 쑤저우시 샹청구 양청후진(陽澄湖鎭)에 있다.— 심주 <沈周, Shěn Zhōu> (중국인물사전)

심주 · 구영 · 문징명 · 당인 등의 오파(吳派)
명대에 들어 도시생활을 그리는 화가들이 등장하기 시작했지만, 당·송 이래 꾸준히 발전했던 중세의 문인화적 전통이 사라진 것은 아니었다. 사실 명 태조 주원장(朱元璋)은 그림을 좋아해 화가들을 궁정 안에 많이 모여들게 했지만, 새로운 국가의 전제권력을 강화하고 중앙 통치 질서를 공고화하는 과정에서 '문자옥(文字獄)'과 같은 가혹한 정치를 펼쳤고, 화가와 문인들은 다시 자연으로 숨어들기 시작하였다.
그래서 원대의 황공망(黃公望, 1269~1354)과 오진(吳鎭, 1280~1354) 등의 문인화풍을 모방하는 작가들이 등장했는데, 심주(沈周, 1427~1509) 같은 사람이 여기에 해당한다. 심주의 자는 계남(啓南), 호는 석전(石田)이며, 강소성 장주(長州) 사람이다. 문징명(文徵明, 1470~1559) · 당인(唐寅, 1470~1523) · 구영(仇英, 1482~1559) 등과 함께 '명 4대가'로 불린다. 심주 · 문징명 · 당인 등은 모두 소주 부근 출신이었기 때문에, 이들을 오문(吳門) 또는 오파(吳派) 화가라고 부른다. 이들은 당시 강력한 중앙집권 정책에 염증을 느껴 퇴은(退隱)의 길을 택했는데, 가끔은 피폐해진 농촌의 참상을 그려 현실 비판의 태도를 나타내기도 했다.— 중국문화답사기 1 : 오월지역의 수향을 찾아서, 2002. 8. 7., 권석환, 김동욱, 안장리, 이석해, 이정수, 이행렬

## 작품

### 서화
- 『양강명승도책』(兩江名勝圖, 중국 상하이 박물관)
- 『방황자구산수도』(倣黃子久山水圖, 중국 상하이 박물관)
- 『야좌도』(夜坐圖, 1492년작, 대만 대북 국립고궁박물관 & 일본 교토 양족원)
- 『여산고도』(廬山高圖, 1467년작, 일본 교토 양족원)
- 『책장도』(策杖圖, 일본 교토 양족원)
- 『사생책 중의 해하』(寫生冊 中 蠏蝦, 1494년작, 일본 교토 양족원)
- 『사생책 중의 옥란』(寫生冊 中 玉蘭, 1494년작, 일본 교토 양족원)
- 『산수도권』(山水圖卷)
- 『추림화구도』(秋林話舊圖)
- 『창주취도』(滄州趣圖)
- 『송창고사』(松窗高士)

### 문집
- 『객좌신문(客座新聞)』
- 『석전집(石田集)』
- 『강남춘사(江南春詞)』
- 『석전잡기(石田雜記)』

### 시집
- 『석전시초(石田詩鈔)』
- 『십사야월도(十四夜月圖)』

## 묘소
- 쑤저우시 샹청구 양청후진(陽澄湖鎭)에 심주(沈周)의 묘소가 있다.

## 같이 보기
| - 남종화 - 왕몽 - 문징명 - 당인 - 구영 - 백거이 | - 소식 - 육유 - 황정견 - 황공망 - 오진 - 심사정 |

## 참조
- 《미술인명대사전》
- 《중국인물사전》
- 『명사(明史)』 「심주전(沈周傳)」
- 《중국문화답사기》
- 《미술백과》